# 野島断層

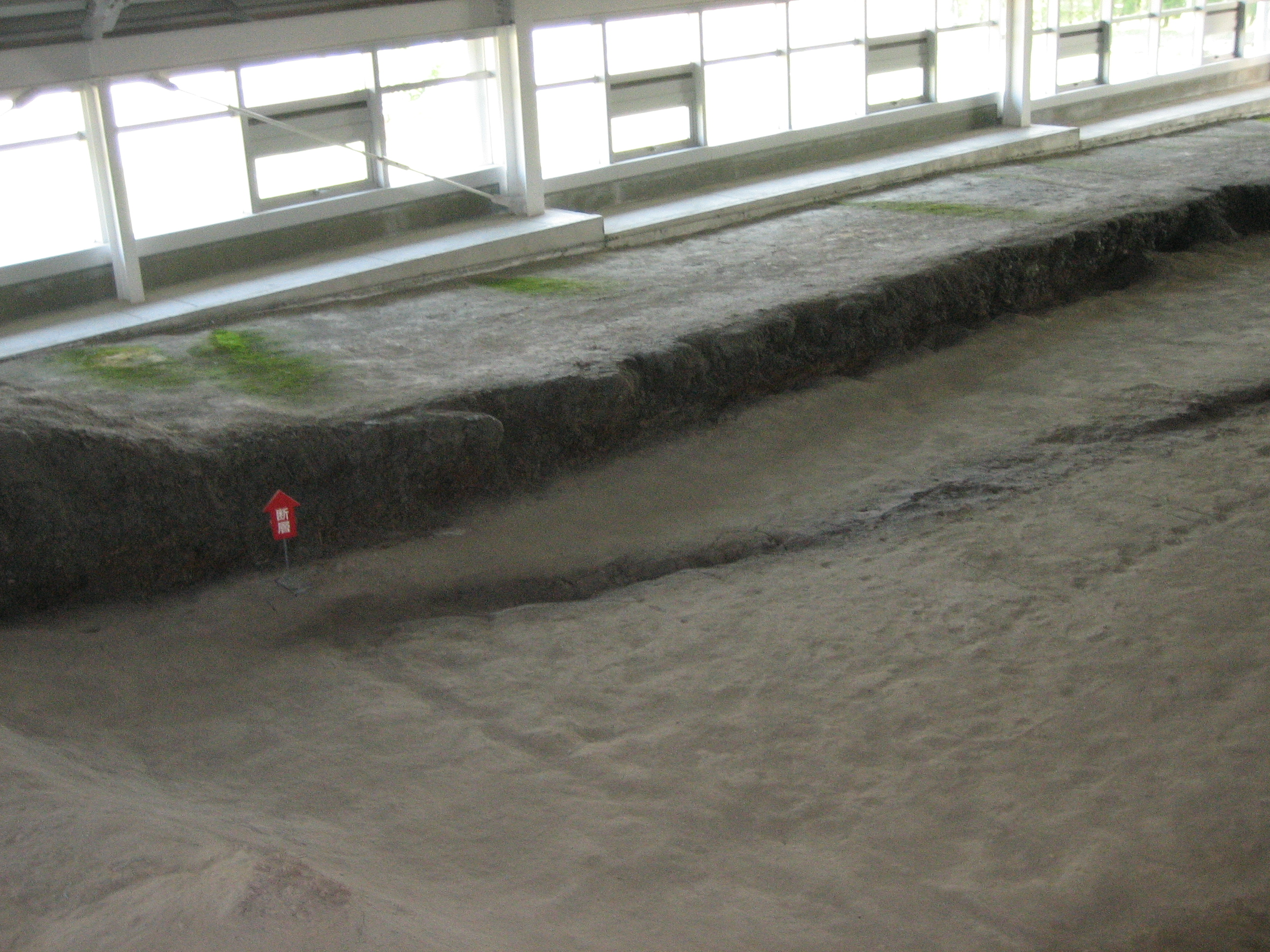
野島断層記念館で保存されている野島断層

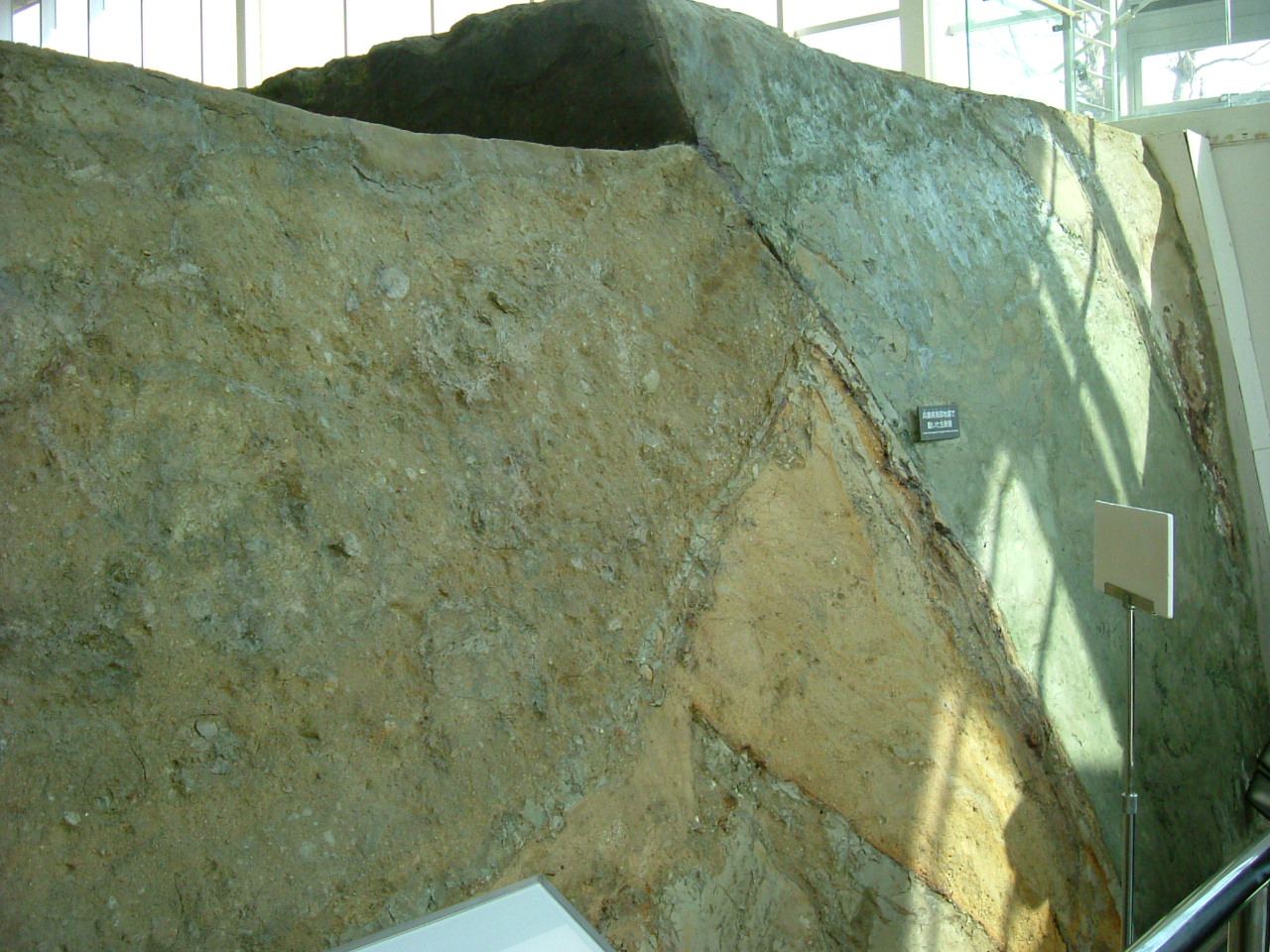
断面を見る。野島断層は逆断層である

野島断層と兵庫県南部地震の震源域

野島断層（のじまだんそう）は、兵庫県淡路市にある活断層。一部が保存され文部科学省によって天然記念物に指定されている。兵庫県南部地震（阪神・淡路大震災）を引き起こしたとされ、その際に地表地震断層として現れた。
長さは淡路島の北西部・旧北淡町の北端、江埼灯台付近から富島地区までの約10kmにわたり、六甲山より淡路島に至る六甲・淡路島断層帯の一部にあたる。1975年の地質図に活断層として記載された。

## 地震活動と断層の隆起
1995年（平成7年）1月17日5時46分に発生した兵庫県南部地震は六甲・淡路島断層帯が活動したために起こったもので、中でも構成断層のひとつである野島断層は震源に最も近い断層である。地震発生の際には断層南東側が南西方向に約1 - 2m横ずれし（横ずれ断層）、同時に南東側が約0.5 - 1.2m隆起して逆断層となっている（一部、野島蟇浦地区では北西側が20 - 40cm程度隆起）。この際に変位した断層面が地表に露出した。
この断層による破壊状況が最も顕著であった北淡町小倉地区（現：淡路市小倉地区）には1998年（平成10年）に「北淡町震災記念公園（現：北淡震災記念公園）」がオープンした。公園内に「野島断層保存館」が設けられ断層の一部が保存されている。この年の7月31日に国の天然記念物に指定された。また、神戸市長田区にあった通称「神戸の壁」も同施設に移転し公開されている。なお、2011年（平成23年）8月22日には入館者数が800万人目を迎えており、淡路島有数の集客施設にもなっている。

### 過去の活動歴
断層面の掘削調査により最近の2万年間で20メートルの変位を確認した。また、梨本地区の掘削調査により約1,100 - 2,400年前というデータが得られ、前回の活動時期は約2,000年前と推定された。また、1596年の慶長伏見地震の割れ残りと考える説もある。

## 交通アクセス
- 北淡震災記念公園：淡路市生活観光バス路線（あわ神あわ姫バス）1（時計回り）・2（反時計回り）系統、北淡路西海岸ライン （本四海峡バス・神姫バス）「北淡震災記念公園下」下車。